# Мотте-Кляйн, Кейси
Кейси Мотте-Кляйн (фр. Kacey Mottet-Klein; род. 20 октября 1998, Лозанна, Швейцария) — швейцарский актер.

## Биография
Кейси Мотте-Кляйн родился 20 октября октября в Лозанне, Швейцария. Его отец — американец по происхождению, мать — швейцарка.
В 2008 году Кляйн дебютировал в фильме Урсулы Майер «Дом», за которую получил Швейцарскую кинопремию как лучший начинающий актер. В 2012 году он снялся в фильме «Сестра», который был его второй совместной работой с режиссером Урсулой Майер. За актерскую работу в этом фильме он снова получил Швейцарскую кинопремию как лучший актер и был номинирован на получение французской национальной кинопремии «Сезар» в категории «Самый перспективный актер».
В 2016 году актер получил премию «Shooting Star» на 66-м Берлинском кинофестивале за исполнение одной из главных мужских ролей в фильме Андре Тешине «Когда тебе семнадцать».